# Cầu thang lâu đài cổ

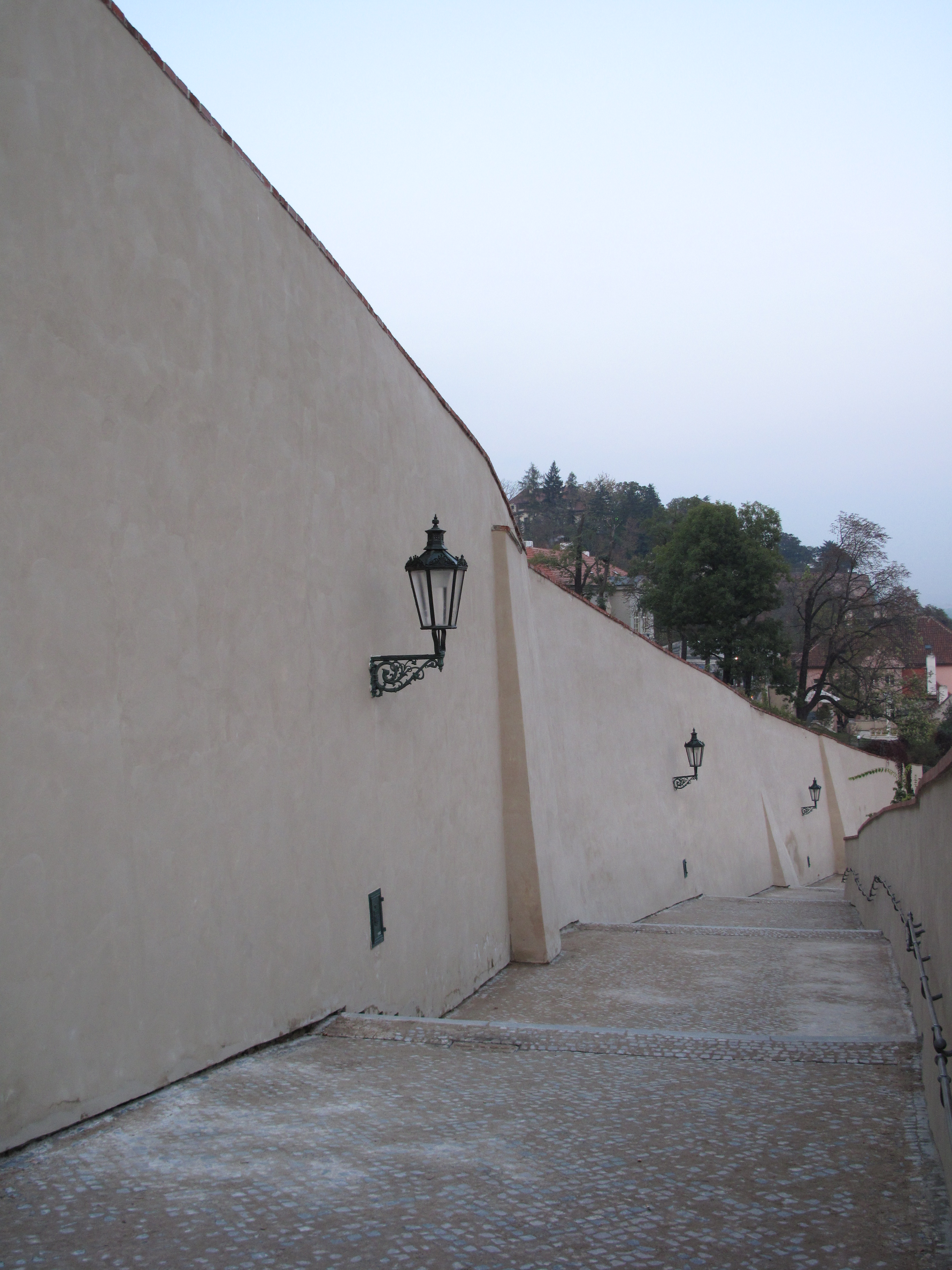
Cầu thang lâu đài cổ - Sau khi được trùng tu (2009).

Cầu thang lâu đài cổ ở Praha (tiếng Séc: Staré zámecké schody) là một cầu thang công cộng nổi tiếng dành cho người đi bộ, nối từ Phố nhỏ đến phía Đông lâu đài Praha, thuộc phố Hradčany, Cộng hòa Séc.

## Lịch sử

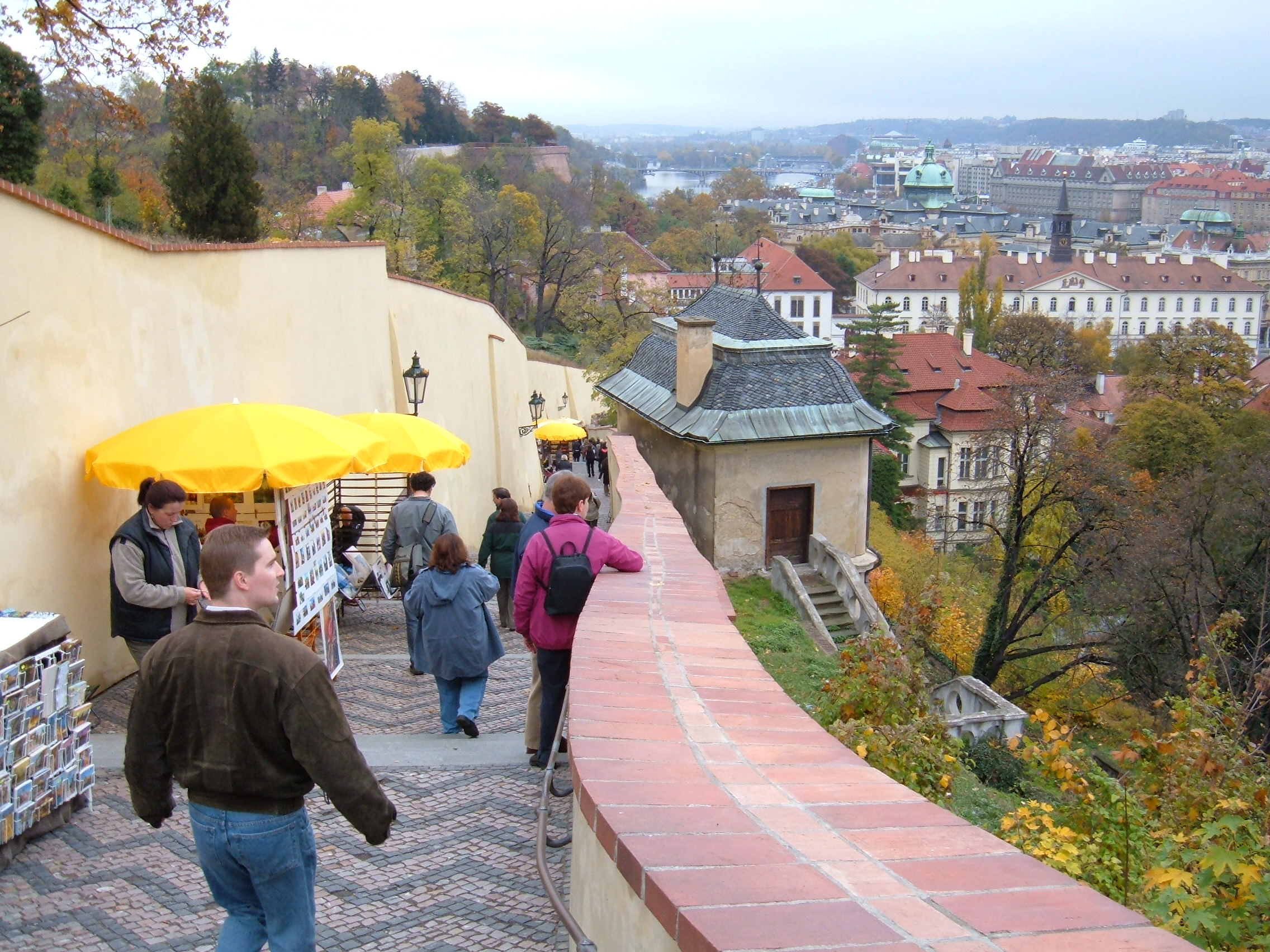
Khi rời khỏi lâu đài Praha

Cầu thang lâu đài cổ ở Praha có từ thế kỷ 17. Tên gọi và dáng vẻ như hiện nay được hình thành vào giai đoạn 1835 - 1837. Cầu thang này được trùng tu vào mùa hè năm 2009. Công việc trùng tu chủ yếu là thiết lập thêm các rãnh thoát nước và phục hồi các bức tường.

## Khám phá
- Cầu thang dài khoảng 230 mét với 121 bậc, và có tường chạy dọc ở cả hai bên.
- Đây là con đường kết nối ngắn nhất giữa Lâu đài Praha và ga tàu điện ngầm Malostranská.
- Cầu thang có một sân thượng ngắm cảnh, nơi có thể quan sát nhiều thắng cảnh ở Praha như: Vườn Fürstenberg, Vườn nho St. Wenceslas, hay Vườn Na Valech.
- Ở phần đầu của Cầu thang lâu đài cổ, Tượng đài dành cho ca sĩ người Séc Karel Hašler (tác giả: nhà điêu khắc Stanislav Hanzík) được khánh thành vào ngày 31 tháng 10 năm 2009.[4]